# Список керівників держав 347 року
Список керівників держав 347 року — це перелік правителів країн світу 347 року.
Список керівників держав 346 року — 347 рік — Список керівників держав 348 року — Список керівників держав за роками

## Європа
- Боспорська держава — цар Рескупорід VIII (342—359)
- Ірландія — верховний король Муйредах Тірех (326—356)
- Римська імперія —
  - схід — Констанцій II (337—353)
  - захід — Констант (337—350)
- Дал Ріада — ?
- Думнонія — Конан Меріадок (340-387)
- Святий Престол — папа римський — Юлій I (337-352)
- Візантійський єпископ Павло (337—350)

## Азія
- Близький Схід
- Гассаніди — 2 правителі
- Диньяваді (династія Сур'я) — раджа Тюрія Мандала (313-375)
- Іберійське царство — цар Міріан III (284-361)
- Велика Вірменія — Тиран (338/339 — 350)
- Індія
  - Царство Вакатаків — імператор Рудрасена I (330—355)
  - Імперія Гуптів — імовірно Самудрагупта
  - Західні Кшатрапи — махакшатрап Рудрасімха II (304-348)
  - Держава Кадамба — Маюрашарма (345—365)
  - Кушанська імперія — Кіпунада (345? — 350)
  - Раджарата — раджа Буддхадаса (341—370)
- Китай
  - Династія Цзінь — Сима Дань (344—361)
  - Династія Чен — Лі Ші (343—347). Падіння династії.
  - Династія Пізня Чжао — Ши Ху (334—349)
  - Династія Рання Лян — Чжан Цзюнь — Чжан Чунхуа (346—353)
  - Дай — Тоба Шегіянь (338—377)
  - Туюхун (Тогон) — Муюн Ціянь (329—351)
  - Рання Янь — Мужун Хуан (337—348)
- Корея
  - Кая (племінний союз) — ван Ісіпхум (346—407)
  - Когурьо — тхеван (король) Когугвон (331—371)
  - Пекче — король Кинчхого (346—375)
  - Сілла — ісагим (король) Хирхе (310-356)
- Паган — король Тілі К'яунг I (344—387)
- Персія
  - Держава Сасанідів — шахіншах Шапур II (309-379)
- Сипау (Онг Паун) — Со Хом Па (309-347)
- Тямпа — Фан Вень (336—349)
- Хим'яр — Каріб'іл Ватар Їхан'ім III (345-360)
- Японія — Імператор Нінтоку (313-399)

## Африка
- Аксумське царство — негус Езана (330—356)
- Царство Куш — цариця Аманіпіладе (340—350/355)
  - Єгипет — Несторій (345—352)

## Північна Америка
- Мутульське царство — К'ініч-Муван-Холь I (317? — 359)